# Immagini di un convento
Immagini di un convento è un film italiano del 1979 diretto da Joe D'Amato.
Il film appartiene al filone dell'erotismo conventuale, sottogenere della exploitation diffuso negli anni settanta, ossia a quella serie di film a sfondo erotico ambientati in conventi e con protagoniste suore. Il film è anche noto per la seconda scena pornografica realizzata dall'attrice Marina Hedman.

## Trama
Toscana, XVII secolo, in un convento di clausura. Suor Marta si appresta a incontrare il giardiniere del convento Cesco per chiedergli se ha raccolto della frutta fresca per l'arrivo di sua eminenza, un cardinale milanese. Cesco, in preda al panico, si scusa con la suora dicendo che il raccolto è andato perduto a causa di un coniglio, sostenendo che la sua venuta è stata opera della statua raffigurante Satana che si trova nel giardino del convento.
Non appena arrivato in convento, il cardinale viene accolto dalla madre superiora suor Angela, che lo invita a prendere il tè nel suo studio, dove il cardinale la convince a prendersi cura della contessina di Lignate, Isabella. Lui era un caro amico di suo padre e vuole che Isabella prenda i voti e diventi una monaca di clausura perché possa redimere la sua anima e salvarla da suo zio Ascanio, un uomo lussurioso e senza criterio, a cui Isabella è morbosamente legata.
Non passa molto tempo prima che Isabella cominci a odiare quel luogo, che per lei è come una prigione: abituata al lusso e a essere servita, scambia due giovani suore che erano venute a portarle il vestito per due serve.
Fatta vestire, Isabella viene condotta nello studio della madre superiora, che rimane pietrificata quando vede che Isabella è vestita da suora ma con i seni scoperti: Isabella si dimostra mal disposta nei confronti di suor Angela, che l'aveva accolta a braccia aperte, sostenendo che non potrà mai trovare la pace in quel luogo.
Infuriata, suor Angela ordina ad Isabella di ritirarsi nella sua cella e di meditare su quello che ha fatto, quella notte stessa, Isabella sogna di fare l'amore con il suo amato zio e mentre dorme, un'altra giovane suora, Licinia molto attraente si intrufola nella sua cella e comincia a spogliarla, a baciarla e a leccarla nelle parti intime.
Tornata in corridoio la giovane viene scoperta da suor Marta, che per punirla della sua lussuria, la spoglia e la frusta violentemente sulla schiena fino a farla sanguinare, una volta che la ragazza dice di essersi pentita, suor Marta inizia ad accarezzarla dolcemente, le lecca il sangue dalle ferite e le lacrime che le scendono dalle guance e infine la seduce.
Finita l'estasi, suor Marta torna in sé e fugge via a pregare, inorridita dal peccato che ha appena compiuto, lasciando la giovane sola, appagata e disorientata.
Il mattino seguente, il giardiniere Cesco avverte la madre superiora di aver trovato un uomo ferito nel loro giardino, presto la notizia di propaga in tutto il convento. Suor Angela si appresta a curare le ferite dell'uomo e nello spogliarlo si accorge di essere per la prima volta nella sua vita attratta sessualmente da un uomo. Nonostante il parere contrario di suor Marta, suor Angela decide di ospitare l'uomo nel loro convento, e affida il compito di prendersi cura dell'uomo all'anziana suor Veronica. Nel convento iniziano a circolare voci riguardo allo straniero, secondo la quale è un valoroso che si è battuto con i briganti per proteggere il monastero e che è molto bello. Nel frattempo Isabella ha stretto amicizia con suor Marta, che le porta di nascosto del cibo.
Nel frattempo l'uomo si è ripreso e si scopre che il suo nome è Guido Bencio; l'uomo chiede di poter incontrare la madre superiora perché deve parlarle. Suor Angela si reca nella capanna dove si trova Guido per ascoltare ciò che ha da dirle, Guido le dichiara il suo amore e cerca di baciarla e avere un rapporto sessuale sul letto, solo l'intervento di suor Marta salva suor Angela dal lasciarsi andare.

## Curiosità
- Il film è stato liberamente tratto dal romanzo La monaca di Denis Diderot.
- Il regista Joe D'Amato è accreditato anche come direttore della fotografia, ma con il suo vero nome, Aristide Massaccesi.